# ویدن، کبک
ویدن (به فرانسوی: Weedon) شهری در منطقه شهری لواو-سن-فرانسوا ناحیه استری در استان کبک کانادا است. در سرشماری سال ۲۰۱۱ این شهر ۲٬۷۳۳ نفر جمعیت داشته‌است و مساحت آن ۲۱۵٫۰۲ کیلومتر مربع است.